# ヤマハ・MWC-4

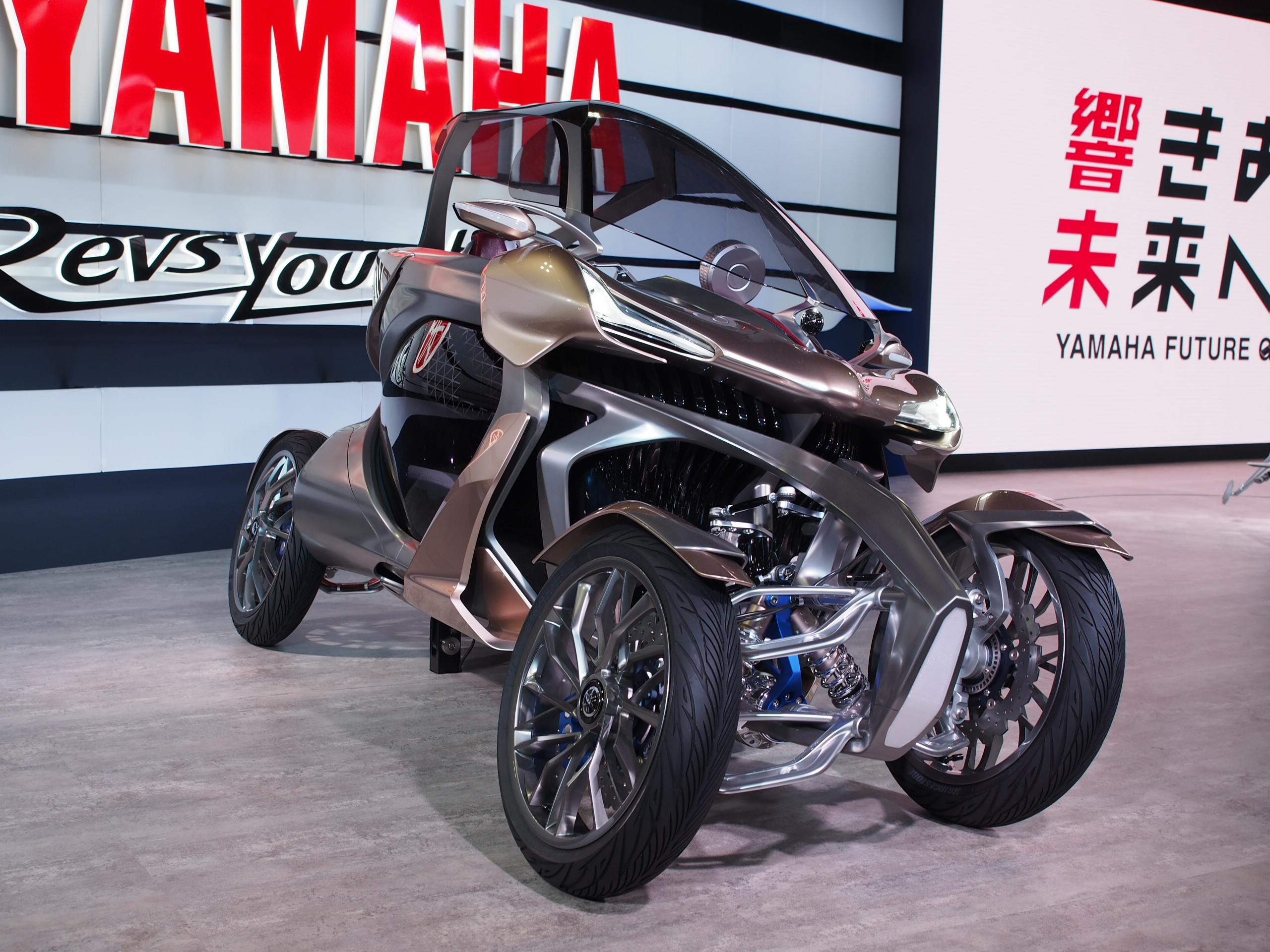
ヤマハ・MWC-4

MWC-4は、ヤマハ発動機が2017年の東京モーターショーに参考出品した四輪の Leaning Multi Wheel（LMW）コンセプトモトである。

## 概要
MWC-4はオートバイから発想したモビリティの可能性を広げる前後2輪の4輪LMWである。ヤマハは「ハーフサイズモビリティ」をコンセプトに開発した。
従来の二輪車にはない快適性、発電用エンジンを備えたモータードライブや姿勢制御技術が実現する新感覚の走行フィーリングをモーターサイクルと楽器からインスパイアされたスタイリングで表現で表現している。
同社では超小型四輪モビリティと位置付けており、普通自動車運転免許で運転できる。従来の機構は「パラレログラムリンク」と「片持ちテレスコピックサスペンション」で構成している。リンクは計2本で平行に並んでいて、旋回時に平行四辺形になるように、リンクの中央を車体に固定している。この機構により、旋回時にパラレログラムリンクが左右サスペンションを異なる位置に動かし、左右輪は平行を保ちながら互いに逆方向に上下に動く。運転者がステアリングを切って車体を傾けた方向に、左右輪を傾けながら走行できる。
中高年のリターンライダーから高い評価を受けているヤマハ・トリシティ。だがいっそ4輪にして屋根も取り付け、さらにクルマに近づけて欲しいという声もあった。